# Оптическая ось

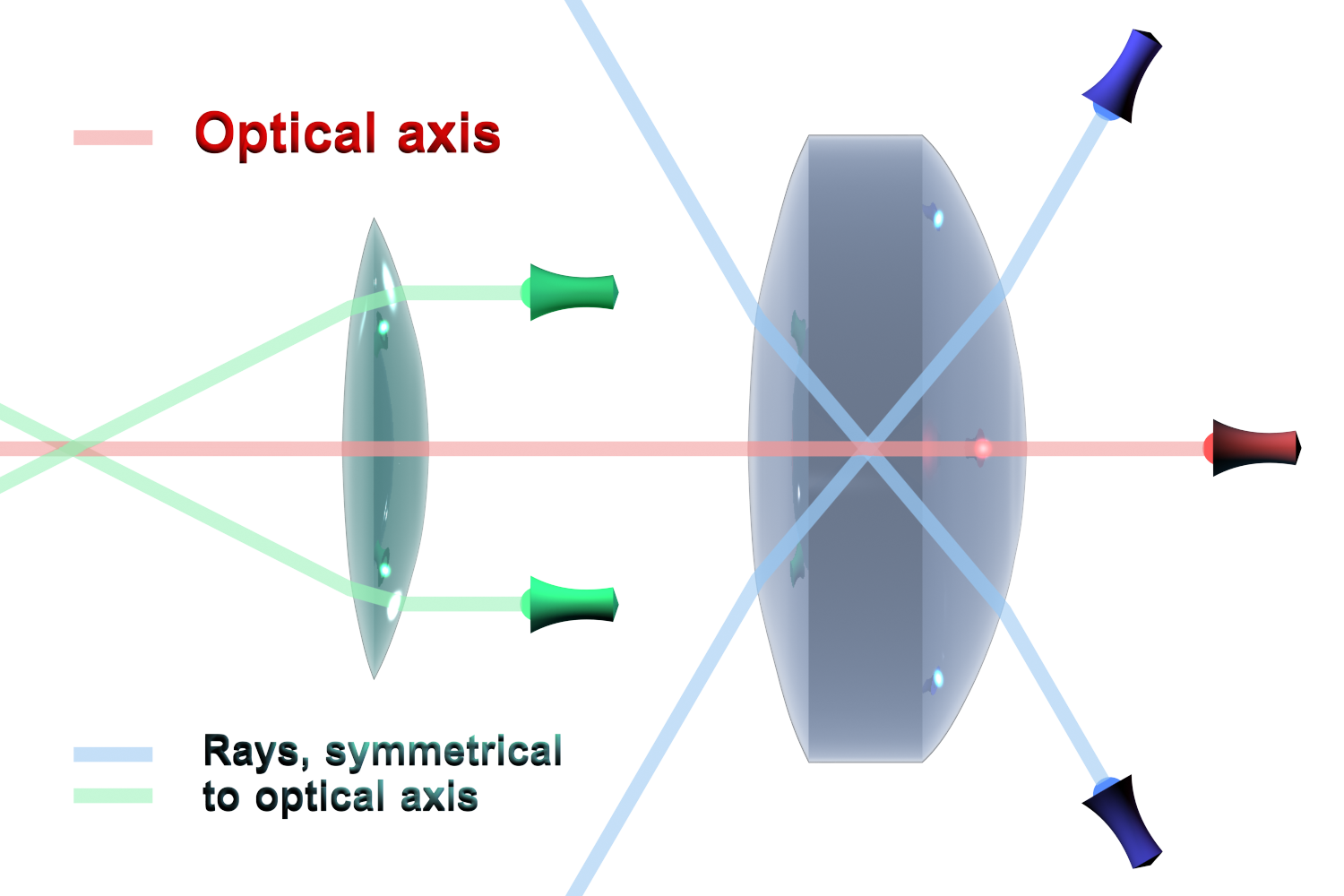
Оптическая ось на рисунке совпадает с красным лучом.

Оптическая ось в геометрическом смысле — прямая, проходящая через центры кривизны сферических поверхностей, составляющих центрированную оптическую систему (линзу, фотографический объектив). Часто является осью симметрии в оптической системе.
Оптическая ось в оптическом смысле — общая ось вращения поверхностей, составляющих центрированную оптическую систему. Приведено другое определение, касающееся только сферической оптики с более чем одной сферической поверхностью.